# Aphrodes nuristanicus
Aphrodes nuristanicus är en insektsart som beskrevs av Dlabola 1957. Aphrodes nuristanicus ingår i släktet Aphrodes och familjen dvärgstritar. Inga underarter finns listade i Catalogue of Life.